# Talisay (Camarines Norte)
Talisay é um município de  quarta classe de renda municipal (d) na província Camarines Norte, nas Filipinas. De acordo com o censo de 1 de maio  de  2020 possui uma população de 27 244 pessoas e 6 430 domicílios.